# Korňa
Korňa es un municipio del distrito de Čadca en la región de Žilina, Eslovaquia, con una población estimada a final del año 2024 de 2020 habitantes.
Se encuentra ubicado al noroeste de la región, cerca del curso alto del río Váh (cuenca hidrográfica del Danubio) y de la frontera con la República Checa y Polonia.

## Demografía
| Año        | 1994 | 2004    | 2014    | 2024    |
| ---------- | ---- | ------- | ------- | ------- |
| Población  | 2338 | 2237    | 2077    | 2020    |
| Diferencia |      | −4,31 % | −7,15 % | −2,74 % |

| Año        | 2023 | 2024    |
| ---------- | ---- | ------- |
| Población  | 2025 | 2020    |
| Diferencia |      | −0,24 % |